# Otterlo
Otterlo (en vieux néerlandais : Otterloo) est un village néerlandais situé dans la commune d'Ede, en province de Gueldre, au nord-ouest du parc national De Hoge Veluwe. Au 1er janvier 2021, Otterlo compte 2 215 habitants pour une superficie de 103,9 km2.
Entre 1812 et 1818, Otterlo constitue une commune indépendante. Elle comprend une partie de la Veluwe aujourd'hui incluse dans le parc national.
Le musée Kröller-Müller, fondé en l'honneur du couple de collectionneurs d'art Anton et Helene Kröller-Müller, se trouve à proximité immédiate de la localité et possède une importante collection de tableaux de Vincent van Gogh.